# Kyselina bromitá
Kyselina bromitá (HBrO2) je jednou ze čtyř kyslíkatých kyselin bromu (společně s kyselinou bromnou, kyselinou bromičnou a kyselinou bromistou). Její soli se nazývají bromitany a jsou stejně jako samotná kyselina nestabilní.

## Příprava
Kyselina bromitá se připravuje několika způsoby:
1. Reakcí kyseliny bromné a kyseliny chlorné:

HBrO + HClO → HBrO2 + HCl.
2. Rozkladem kyseliny bromné:
2 HBrO → HBrO2 + HBr.
3. Reakcí kyseliny bromičné a kyseliny bromovodíkové:
2 HBrO3 + HBr → 3 HBrO2.

## Použití
Používá se k redukci manganistanů:
2MnO −
4  + BrO −
2  + OH− → 2MnO 2−
4  + BrO −
3  + H2O.